# Львовский трамвай
Львовский трамвай (укр. Львівський трамвай) — система городского транспорта города Львова, единственная трамвайная система на Западной Украине и крупнейшая среди четырёх узкоколейных трамвайных систем Украины.
В 1880—1908 годах использовалась конная тяга, с 1894-го — электрическая. Является первой на территории современной Украины системой конного трамвая и второй на электротяге после Киева.
Наибольшего развития система получила накануне Второй мировой войны, являясь основным видом транспорта Львова, с открытием троллейбуса в 1952 году начала утрачивать свои позиции. По состоянию на 1 сентября 2022 года вагоны курсируют по 7 маршрутам, эксплуатируемых коммунальным предприятием Львовэлектротранс. В 2021 году на трамвай пришлось 25 % пассажироперевозок города.
Планируется, что в будущем трамвай станет приоритетным видом транспорта во Львове.

## Маршруты
| №, | Карта | Описание маршрута, длина в одну сторону |
| -- | ----- | --- |
| 1  |       | Главный ж-д. вокзал > пл. Кропивницкого > НУ «Львовская политехника» Главпочтамт > центр (пересечение с пр. Свободы) > пл. Рынок — Подвальная ул. > Лычаковская ул. — ул. Мечникова — Погулянка, 7,0 км (здесь и далее в одном направлении). |
| 2  |       | Житомирская ул. > пересечение с улицами Киевской и Котляревского > ул. Коперника > Главпочтамт > центр (пересечение с пр. Свободы) > пл. Рынок > Подвальная ул. > Лычаковская ул. > разворот в начале Пасечной ул. 7,0 км.                   |
| 3  |       | Соборная пл. > ул. Ив. Франко > парк культуры> ул. Сахарова — Аквапарк (разворот перед Научной ул.). 5,3 км |
| 4  |       | Главный ж-д. вокзал > пл. Кропивницкого — Киевская ул. > ул. Котляревского > парк культуры > пл. Ивана Франко — ул. Стуса > пр. Ч. калины > — ул. Вернадского. 9,3 км.                                                                       |
| 6  |       | Главный ж-д. вокзал > площадь Кропивницкого > Городоцкая ул. > Торговая площадь > ул. Б. Хмельницкого > пл. Старый Рынок > Гайдамацкая ул. > ул. Богдана Хмельницкого > ж-д. станция Подзамче > Промысловая ул. > ул. Миколайчука. 7,0 км.   |
| 7  |       | Татарбунарская ул. — ул. Шевченко — Торговая пл. — Подвальная ул. — Лычаковская ул. — ул. Мечникова — ул. Погулянка. 7,6 км. |
| 8  |       | Соборная пл. > ул. Ив. Франко > ул. Стуса > пр. Ч. калины > — ул. Вернадского. 7,2 км. |
| 9  |       | Главный ж-д. вокзал > пл. Кропивницкого — Киевская ул. > ул. Котляревского > парк культуры > ул. Ив. Франко > Соборная пл. > Подвальная ул. > ул. Ивана Гонты > ул. Б. Хмельницкого > пл. Старый Рынок > Торфяная ул. 7,4 км.                |

Периодически в качестве экскурсионных выезжают вагоны:№ 093 выпуска 1911 г., № 002 — отреставрированный Gotha T-59Е, а также вагон 869 «Татра» Т4.

## История

### Конный трамвай
Одним из первых (после Вены) в Австрии конный трамвай был запущен во Львове в 1880 году. Эксплуатировался фирмой «Сочета Триестина Трамвай» («Società Triestina Tramway»). Функционировали две линии, которые перевозили в среднем 1 867 000 пассажиров в год. В 1889 году конный трамвай насчитывал 105 лошадей и 37 пассажирских и грузовых возов. Средняя скорость движения составляла 6,4 км/ч. В связи с быстрым ростом города, конный трамвай вскоре уже не мог обеспечить возрастающие потребности в перевозках.
5 мая 1880 года пущена первая на территории современной Украины двухколейная линия конки Казармы Фердинанда — Таможенная площадь по Грудецкой ул. (сейчас — часть Городоцкой улицы), Казимировской (сейчас — часть Городоцкой ул.), площадь Голуховских (сейчас — Торговая площадь), ул. Карла-Людвига (сейчас — просп. Свободы), Мариацкую площадь (сейчас — площадь Мицкевича), Галицкую площадь, Бернардинскую площадь (сейчас — Соборная площадь), ул. Чарнецкого (сейчас — ул. Винниченко). Первая линия обслуживалась 5 конными вагонами.
1 июля 1880 года линия продлена от казарм Фердинанда по Грудецкой ул. (сейчас — часть Городоцкой ул.) до Главного вокзала: Главный вокзал — Таможенная площадь. Депо располагалось на ул. Бема (сейчас — ул. Ярослава Мудрого).
16 марта 1881 года введена новая двухколейная линия конки площадь Голуховских (сейчас — Торговая площадь) — Подзамче (Жолковская Рогатка) по Торговой ул., Краковской пл. (сейчас — пл. Князя Ярослава Осмомысла), Жолковской ул. (сейчас — ул. Богдана Хмельницкого). Пущен новый маршрут (условно — № 2) Главный вокзал — Подзамче.
В 1906 году город выкупил конку у «Società Triestina Tramway», после чего началась электрификация путей. Последний конный трамвай прошёл по городу 29 декабря 1908 года.
С 1888 года в городе существовало несколько проектов строительства парового трамвая, в том числе который бы обслуживал Львовско-Белзецкую железную дорогу и её львовский вокзал — станцию Клепаров. Ни один из проектов парового трамвая не был реализован.

### Электрический трамвай
Австрийская (венская) фирма Сименс-Гальске строит первую линию электрического трамвая. Весной 1893 года утверждена первая трасса электрического трамвая (от вокзала до Лычакова). Строительство началось в августе 1893 года. 27 апреля 1894 года поступили первые вагоны австрийского производства (город Грац).
Свою работу львовский электрический трамвай начал 31 мая 1894 года — раньше, чем во многих европейских столицах. Длина линии составляла 6,86 км, а количество вагонов достигало 16. После пуска электрического трамвая доля конных перевозок постепенно уменьшалась, а к 1908 году конный трамвай окончательно прекратил своё существование. В 1896 году длина эксплуатируемых линий электрического трамвая составляла 8,3 км, а в 1909 году это было уже 25 км.
Первый маршрут выглядел следующим образом: Вокзал — ул. Леона Сапеги (сейчас — ул. Степана Бандеры) — ул. Коперника — ул. Словацкого — Сыкстуцкая ул. (сейчас — ул. Дорошенко) — Гетманская ул. (сейчас — просп. Свободы) — Мариацкая площадь (сейчас — площадь Адама Мицкевича) — ул. Батория (сейчас — ул. Князя Романа) — Панская ул. (сейчас — часть ул. Ивана Франко) — ул. Зыблекевича (сейчас — часть ул. Ивана Франко) — ул. Святой Софии (сейчас — часть ул. Ивана Франко) — школа Святой Софии (сейчас — Энергосбыт, Стрыйский парк). Депо находилось на Вулецкой ул. (сейчас — ул. Дмитрия Витовского).
5 июня 1894 года пущена временная линия по случаю открытия Краевой выставки в парке Килинского (сейчас — Стрыйский парк) Школа Святой Софии — Верхний вход выставки по ул. Святой Софии (сейчас — часть ул. Ивана Франко) и ул. Рацлавицкого (сейчас — ул. Самчука). Демонтирована в сентябре 1894 года.
30 октября 1894 года введена новая Лычаковская линия Гетманская ул. (сейчас — просп. Свободы) — Лычаков по Русской ул., Подвальной ул., ул. Чарнецкого (сейчас — ул. Винниченко), Лычаковской ул. до ул. Святого Петра (сейчас — ул. Мечникова).
14 декабря 1894 года продлена Лычаковская линия от церкви Св. Петра и Павла (сейчас — ул. Мечникова) до Лычаковской Рогатки (или Заставы, сейчас — Лычаковский парк) — однопутный участок, а также введена однопутная ветка Лычаковская ул. — Лычаковское кладбище по ул. Святого Петра (сейчас — ул. Мечникова).
1 августа 1896 года город выкупил электрический трамвай у «Сименс-Гальске».
В 1906 году началась нумерация маршрутов: ŁD Лычаков — Главный вокзал и KD Парк Килинского (школа Св. Софии) — Главный вокзал.
В 1899 году количество ежегодно перевозимых пассажиров достигло отметки 5 млн, что породило вопросы дальнейшего развития трамвайной сети, парка вагонов, а в первую очередь учреждения, которое бы поставляло электрический ток. Переломным годом в истории львовского трамвая стал 1907 год, когда запустили новую электростанцию. За этот год было перевезено 12 млн человек.
В 1913 году объём перевозок составил 32 млн пассажиров, а в 1940 году уже 64 млн при общей длине трамвайных линий более 70 км.
18 января 1907 года введена новая линия электрического трамвая ул. Леона Сапеги (сейчас — ул. Бандеры) — вилла «Гражина» (сейчас — Гординских) по ул. Потоцкого (сейчас — ул. Генерала Чупринки), ул. Шимоновичев (сейчас — ул. Мельника), ул. 29 Ноября (сейчас — ул. Коновальца).
В июне 1907 года вновь введена линия Школа Св. Софии — Парк Килинского по ул. Святой Софии (сейчас — часть ул. Ивана Франко) и ул. Рацлавицкого (сейчас — ул. Самчука).
31 октября 1908 года введена новая линия ул. Казимирского (сейчас — Городоцкая ул.) — Яновская рогатка (сейчас — Яновское кладбище) по Яновской ул., а также электрифицирована линия пл. Голуховских (сейчас — Торговая пл.) — Яновская ул. по Казимировской ул., пущен маршрут GJ площадь Голуховских — Яновская Рогатка (позже — HJ).
31 октября 1908 года введена новая линия Венское кафе — Лычаковское кладбище от Панской ул. (сейчас — часть ул. Ивана Франко) по Зелёной ул., ул. Шевченко (сейчас — Днепровская ул.), ул. Кохановского (сейчас — ул. Левицкого), пущен маршрут HŁ Гетманская ул. — Лычаков (церковь Св. Петра и Павла). Тогда же построена вторая колея от Лычаковского кладбища через церковь Св. Петра и Павла до Лычаковской Рогатки.
15 декабря 1908 года введена новая линия (частично электрифицирована конка) Гетманская ул. — Замарстыновка — Жолковская Рогатка — Габриеловка (или Новая Ризница, сейчас — ул. Липинского) по Гетманской ул. (сейчас — просп. Свободы), Торговой ул., Жолковской ул. (сейчас — ул. Богдана Хмельницкого), Замарстыновской ул., Балоновой ул. (сейчас — Гайдамацкая ул.), Жолковской ул. (сейчас — ул. Богдана Хмельницкого), Волынской ул. (сейчас — Волынская ул. и Промышленная ул.). Пущен новый маршрут HG Гетманская ул. — Габриеловка, тогда же продлён маршрут GJ до ул. Гетманской: HJ.
29 декабря 1908 года электрифицирована линия конки Главный вокзал — Яновская ул., маршрут KD разделён на 2 маршрута: HD Гетманская ул. — Главный вокзал и HK Гетманская ул. — парк Килинского, а также линия W (Выставочная) Парк Килинского — Выставка.
31 декабря 1908 года введена новая линия ул. Балонова (сейчас — Гайдамацкая ул.) — Замарстынов (сейчас — Городницкая ул.) по Замарстыновской ул. Пущен новый маршрут HZ Гетманская ул. — Замарстынов.
В 1908 году построено депо № 2 на Замарстынове.
Уже после закрытия конки, 25 июня 1909 года электрифицирована линия по ул. Легионов (сейчас — просп. Свободы в направлении от вокзала) и 30 августа 1909 года от Мариацкой пл. (сейчас — пл. Мицкевича) через Галицкую площадь, Бернардинскую площадь (сейчас — Соборная площадь) до ул. Чарнецкого (сейчас — ул. Винниченко).
С 30 августа 1909 года объединены маршруты HJ и HŁ в ŁJ Лычаков — Зелёная ул. — Яновская Рогатка, а также HD и HK в KD Парк Килинского — Городоцкая ул. — Главный вокзал.
7 августа 1910 года введена новая линия Подвальная ул. — ул. Высокий замок по Театынской ул. (сейчас — ул. Максима Кривоноса), сюда продлена линия HL до UL Высокий замок — ул. 29 Ноября.
В 1910 году введена новая линия парк Килинского — Техническая школа (сейчас — ул. Мушака) по ул. Дверницкого (сейчас — ул. Свенцицкого), сюда продлён маршрут KD.
21 февраля 1914 года введена новая небольшая линия Лычаковская Рогатка — Лычаковский вокзал, сюда пущен новый маршрут HŁ Гетманская ул. — Лычаковский вокзал.
Трамвай продолжал работать во время русской оккупации с 3 сентября 1914 года по 22 июня 1915 года, а в 1917 — 1919 году работал нерегулярно из-за отсутствия топлива, а позже из-за разрушения электростанции (окончательно восстановлена в 1921 году).
В 1921 году продлена на 1 современную остановку линия по ул. 29 Ноября (сейчас — ул. Коновальца).
С 1921 года маршрут W переименован в TW Парк Килинского — Выставка.
1 октября 1922 года всё движение трамвая переведено с левостороннего на правостороннее, начался переход на цифровую нумерацию маршрутов, до декабря 1925 года маршруты № 1, 2, 3, 4, 5 работали под старыми обозначениями:
- 1 ŁD Лычаковская Рогатка — ул. Коперника — Главный вокзал
- 2 KD Техническая школа (Снопков) — Городецкая ул. — Главный вокзал
- 3 ŁJ Лычаковское кладбище — Зелёная ул. — Яновская Рогатка
- 4 UL Высокий замок — ул. 29 Ноября
- 5 HG Гетманские валы (Гетманская ул.) — Гавриловка и DŻ (новый) Главный вокзал — Жолковская Рогатка

С 4 октября 1923 года пущены кольцевые маршруты № 6 и 7:
- 6 Главный вокзал — ул. Коперника — Лычаковская ул. — Зелёная ул. — Русская ул. — Главный вокзал
- 7 Главный вокзал — Русская ул. — Зелёная ул. — Лычаковская ул. — ул. Коперника — Главный вокзал

В 1924 году пущены новые маршруты:
- 8 Главный вокзал — Городецкая ул. — Парк Килинского (короткий KD)
- 9 Главный вокзал — Гавриловка

Тогда (в 1924 году) маршруту HZ присвоен номер 10 (до декабря 1925 года сохранялись буквы), а позже пущен новый маршрут № 11 ул. 29 Ноября — Техническая школа (Снопков).
25 июня 1925 года введена новая линия Аллея Маршала Фоха (сейчас — Черновицкая ул.) — Грудецкая Рогатка по Грудецкой ул. (сейчас — Городоцкая ул.), сюда пущен маршрут № 8 Грудецкая Рогатка — Лычаковский вокзал, маршрут HŁ закрыт.
10 ноября 1925 года введена новая линия от площади Голуховских (сейчас — Торговая площадь) до Замарстыновской ул. по Солнечной ул. (сейчас — ул. Кулиша), Госпитальной и ул. Под Дубом, сюда пошёл маршрут № 9 без изменения конечных.
30 ноября 1929 года введена новая линия площадь Прусса (площадь Ивана Франко) — ул. Леона Сапеги (сейчас — ул. Степана Бандеры) по Пельчинской ул. (сейчас — ул. Дмитрия Витовского), ул. Ленартовича (сейчас — ул. Нечуй-Левицкого), ул. Набеляка (сейчас — ул. Котляревского), ул. На Байках (сейчас — Киевская ул.) и ул. Вишневецких (сейчас — ул. Братьев Русовых), сюда направлен маршрут № 11 (позже перенесеён с ул. 29 Ноября на вокзал, а маршрут № 2 закрыт), а также пущены новые маршруты:
- 14 Главный вокзал — Грудецкая ул. — Рынок — Пельчинская ул. — Главный вокзал
- 15 Главный вокзал — Пельчинская ул. — Рынок — Грудецкая ул. — Главный вокзал

15 декабря 1930 года продлена линия от Грудецкой Рогатки до Богдановки — пересечение с Городской ул. (сейчас — Левандовский путепровод), продлён маршрут № 8.
В 1930 году возвращён маршрут № 2 Техническая школа — Грудецкая ул. — Главный вокзал, маршрут № 3 вновь продлён от Лычаковского кладбища до церкви Св. Петра и Павла, закрыты маршруты T (до выставки периодически стал ходить маршрут № 11), 14, 15, а также перенесены маршруты № 6 и № 7:
- 6 Мытная (Таможенная) площадь — Русская ул. — ул. Коперника — ул. 29 Ноября
- 7 Мытная (Таможенная) площадь — Галицкая площадь — Грудецкая ул. — Богдановка

2 октября 1933 года введена новая однопутная линия от Рацлавицкой ул. до Стрыйской Рогатки по ул. Понинского (сейчас — часть ул. Ивана Франка), Козельницкой ул. Сюда продлён маршрут № 10 Стрыйская Рогатка — Замарстынов.
В 1934 году (или 1935 году) закрыты маршруты № 5, 6, 7, маршрут № 9 перенесен с парка Килинского к Главному вокзалу.
В 1934 — 1937 годах проложены вторые пути по ул. 29 Ноября (сейчас — ул. Коновальца), ул. Понинского (сейчас — часть ул. И. Франка), Козельницкой ул.
10—25 сентября 1939 года трамвай закрыт из-за начала войны. В сентябре 1939 года закрыта линия до парка Килинского. После установления советской власти образован Львовский трамвайный трест.
В 1939 году закрыт маршрут № 11, временно пущен маршрут П Техническая школа — ул. 1 Мая (сейчас — Русская ул., Гетманские Валы), а также пущен маршрут № 7 Бернардинская площадь — ул. Энгельса (ранее — ул. 29 Ноября, сейчас — ул. Коновальца).
5 декабря 1939 года продлена линия от Народной ул. до Богдановки, продлён маршрут № 8.
В декабре 1939 года введена новая линия от Замарстынова до Замарстыновской Рогатки по Замарстыновской ул. (линия продлена на 1 остановку) и от прежней конечной Яновская Рогатка на одну остановку ближе к станции Клепаров, продлены маршруты № 3, 10, пущен новый маршрут № 6 Техническая школа — Яновская ул. (Яновская Рогатка).
15 декабря 1939 года закрыта линия от Лычаковской Рогатки до станции Лычаков, изменён маршрут № 8 Богдановка — Гетманские Валы — Лычаковская ул. — Зелёная ул. — Богдановка, а также пущен новый маршрут № 5 Богдановка — Гетманские Валы — Зелёная ул. — Лычаковская ул. — Богдановка.
30 июня — 15 июля 1941 года движение трамвая прекращено из-за боевых действий, после чего было возобновлено оккупационными войсками. Маршрут № 2 продлён до технической школы (Снопков), маршрут № 4 сокращён от ул. Томицкого до Рынка, маршрут № 7 шёл от Немецкой ул. (ранее — ул. Энгельса и ул. 29 Ноября, а сейчас — ул. Коновальца) до центра, затем по Зелёной ул., Лычаковской ул., Рынку и назад к Немецкой ул., маршруты П и № 6 закрыты.
Во время войны трамвайное хозяйство сильно пострадало, после войны восстановлено. Движение трамваев было прекращено с начала июля 1944 года до марта 1945 года. Восстановление трамвая было начато в августе 1944 года, и уже 1 марта 1945 года были пущены 3 маршрута:
- 1 Вокзал — ул. Коперника — ул. Ленина (Лычаковская ул., пересечение с ул. Мельникова)
- 6 ул. 1 Мая (Русская ул.) — Гавриловка
- 10 Техническая школа — Солнечная ул. (ул. Кулиша) — Замарстыновка (ул. Гайдамацкий Шлях)

1 апреля 1945 года восстановлена линия ул. Сталина (сейчас — ул. Бандеры) — ул. Энгельса (сейчас — ул. Коновальца) по ул. Пушкина и ул. Энгельса, пущен маршрут № 7 ул. 1 Мая (Центр) — ул. Энгельса.
4 апреля 1945 года восстановлена линия ул. Сталина — ул. Чернышевского (сейчас — ул. Иана Франко) по ул. На Байках (сейчас — Киевская ул.) и ул. Дзержинского (сейчас — ул. Дмитрия Витовского), пущен маршрут № 9 Вокзал — ул. Дзержинского — ул. 1 Мая (Центр).
1 июня 1945 года восстановлена линия просп. Ленина (сейчас — просп. Свободы) — Богдановка по Городоцкой ул., пущен маршрут № 5 ул. 1 Мая (Центр) — Богдановка.
7 ноября 1945 года восстановлена линия Городоцкая ул. — ул. Шевченко (ранее — Яновская ул.) по ул. Шевченко, пущен маршрут № 3 ул. 1 Мая (Центр) — ул. Шевченко.
С начала 1946 года по причине нехватки подвижного состава и кадров остановилось движение по маршрутам № 7 и № 9.
16 марта 1946 года восстановлена линия ул. Чернышевского (сейчас — ул. Ивана Франко) — Стрыйский парк по ул. Тимирязева и ул. Ивана Франко, продлён маршрут № 10 ул. 1 Мая (Центр) — ул. Ивана Франко (Стрыйский парк). Позже пущен маршрут № 11 ул. 1 Мая (Центр) — Институтская ул. (Техническая школа)".
15 сентября 1947 года восстановлена линия до Замарстынова, пущен маршрут № 4 ул. 1 Мая (Центр) — Замарстыновская ул.
24 января 1948 года восстановлена линия по Зелёной ул. и ул. Мельникова до Лычаковской ул., пущен маршрут № 8 ул. 1 Мая (Центр) — Зелёная ул. — ул. Мечникова, а также возобновлено движение по маршрутам № 7, № 9 (приостановлено с начала 1946 года).
11 марта 1948 года восстановлена линия по ул. Ленина до Авторемзавода (ранее — Лычаковская Рогатка), продлён маршрут № 1.
В августе 1948 года из части маршрута № 1 (и бывшего маршрута № 1а) выделен маршрут № 2 ул. 1 Мая (Центр) — ул. Ленина (Авторемзавод), маршрут № 1 изменён: Вокзал — ул. Коперника — ул. Дзержинского (ныне — ул. Дмитрия Витовского) — Вокзал, в противоположном направлении пошёл маршрут № 9 Вокзал — ул. Дзержинского (ныне — ул. Дмитрия Витовского) — ул. Коперника — Вокзал.
1 мая 1949 года восстановлена линия до Высокого замка, пущен маршрут № 12 ул. 1 Мая (Центр) — Высокий замок.
В августе 1951 года перенесено движение с просп. Ленина (сейчас — просп. Свободы) на Подвальную ул..

### С1960по1991 годы
С 1960-х годов, в связи с пуском в городе троллейбуса, трамвайная сеть была сокращена. В 1963 году была снята линия по Зелёной улице, впоследствии там был пущен троллейбус. В 1970 году, из-за трудностей с эксплуатацией вагонов на дорогах с горным рельефом, была закрыта линия на Высокий Замок, а в 1972 году — по ул. Ивана Франко на Персенковку.
В 1972 году начались поставки вагонов из Чехии.
В 2005 году трамвайный парк Львова насчитывал около 220 вагонов, общая длина трамвайной колеи превышала 80 км. Большая часть парка находится в плохом состоянии. Основной тип вагонов — Tatra KT4SU и Tatra T4SU производства чехословацкого завода «Татра». Вагоны 1960-х гг. производства Gothaer Waggonfabrik использовались при строительстве и ремонте полотна.
В 1978 году началось проектирование скоростного трамвая во Львове, однако реально была построена лишь линия по ул. Княгини Ольги, в начале 1990-х годов, в связи с кризисом, все работы по строительству тоннелей были прекращены.

### С1991 годапо настоящее время
С 1997 года во Львове проводится реконструкция трамвайных путей по бесшпальной технологии. Первой была перешита часть линии по Лычаковской улице, в дальнейшем были перешиты почти все линии в центре: ул. Ивана франка, ул. Беринди, ул. Дорошенко, ул. Коперника, ул. генерала Чупринки, ул. Мельника, ул. Евгения Коновальца, Городоцкая ул., Замарстыновская ул., ул. Ивана Гонты, Подвальная ул..
В 2001 году расцеплены последние СМЕ.
В 2007—2008 годах было поставлено 11 бывших в употреблении трамваев из Германии, которые ещё находятся в очень хорошем состоянии.
В 2008 году принято решение о строительстве трамвайной линии на Сихов.
С 26 декабря 2011 года трамвайное депо № 1 закрыто как эксплуатационное и перепрофилировано под ремонтный участок, а весь подвижной состав переведён в депо № 2.
12 июня 2012 года из Винницы прибыл первый из двух подаренных трамваев Tatra KT4SU (№ 209), а 14 июня — второй трамвай Tatra KT4SU (№ 213).
С 13 сентября 2012 года трамвайный маршрут № 6 начал работать по маршруту: ул. Липинского — ул. Богдана Хмельницкого — Подвальная ул. — ул. Ивана Франко — ул. Витовского — Вокзал — Городокская ул. — ул. Богдана Хмельницкого — ул. Липинского.
15 декабря 2012 года открыт новый трамвайный маршрут № 10 Вокзал — Пасечная (через центр).
С декабря 2012 года во львовских трамваях начали устанавливать бесплатный Wi-Fi. 5 декабря 2012 года первым был оборудован вагон № 1170.
1 июня 2013 года открыт новый трамвайный маршрут № 11 Вокзал — Академия Искусств — Соборная площадь — Вокзал.
27 июня 2013 года на заводе «Электрон» состоялась презентация первого образца нового низкопольного трамвая Электрон T5L64, построенного для Львова.
23 августа 2013 года трамвай Электрон T5L64 (№ 1179) введён в эксплуатацию с пассажирами.
С 26 декабря 2013 года маршрут № 6 разделили на два (№ 6 и № 6А), которые курсируют вокруг центра в обоих направлениях:
- 6 — Вокзал — Городокская ул. — Подвальная ул. — ул. Франко — парк культуры — Вокзал;
- 6А — Вокзал — Киевская ул. — парк культуры — ул. Франко — Подвальная ул. — Городокская ул. — Вокзал.

С 30 января 2014 года трамвайный маршрут № 11 следует к конечной у трамвайного депо № 1) вместо ж/д вокзала. На маршруте увеличили выпуск до 4 вагонов.
В период с 12 августа 2016 года по 4 ноября 2016 года в трамвайное депо № 1 доставлены новые трисекционные вагоны Электрон T3L44 (№ 1181—1187).
10 ноября 2016 года состоялась пробная поездка трамвая Tatra KT4SU (№ 1053) по новой линии на Сихов (более 10 км), связавшая этот крупнейший жилой район города с центром. 17 ноября 2016 года открыта первая очередь новой трамвайной линии (маршруте № 8 Соборная пл. — Кинотеатр имени Довженко). 11 апреля 2017 года состоялась пробная поездка по второй очереди новой линии от кинотеатра имени Довженко до улицы Академика Вернадского, первооткрывателем линии стал, как и в прошлый раз, трамвай Tatra KT4SU (№ 1053).
С 12 мая 2017 года по 1 сентября 2017 года проводилась реконструкция линии по Черновицкой улице, маршруты № 1, 6, 9, курсировали до Пригородного вокзала, а разворот осуществлялся через депо на Городокской улице.
С 1 сентября 2017 года восстановлено движение маршрутов № 1, 6, 9, 10 до Главного железнодорожного вокзала.
В марте 2019 г. запущены маршруты: № 4 — гл. ж-д. вокзал — парк культуры — ул. Вернадского и № 5 — академия искусств — ул. Миколайчука. Последний отменён с 13.05.2018 г
С 13 мая 2019 г. в связи с реконструкцией площади перед главным ж-д. вокзалом до её окончания маршруты № 1, 4, 6, 9 перенаправляются к пригородному ж-д. вокзалу на разворот возле депо № 1 с конечной остановкой по Городокской ул., 185.
С 7 декабря 2019 г. в связи с окончанием реконструкции разворотного кольца на площади перед главным ж-д. вокзалом маршруты № 1, 4, 6 и 9 вновь курсируют до главного вокзала.
С 28 октября 2020 начат первый этап, а с 24 марта 2021 г. второй этап капремонта путей и улицы следования маршрутов № 1, 4 , 9 от Городоцкой ул., 135 до университета «Львовская политехника» на уровне СШ № 3. В связи с этим вагоны маршрутов № 1 и 4 курсировали от главного вокзала по Городоцкой ул., Гонты, Подвальной и далее № 1 — по маршруту, а № 4 — по маршруту № 8 до ул. Вернадского. Маршрут № 9 от Торфяной ул. следовал своим маршрутом до Киевской ул. и далее по маршруту № 2 до Житомирской ул. вместо главного вокзала. Маршрут № 7 временно упразднён из-за капремонта ул. Шевченко от № 30 до № 122. Маршрут частично заменён вагонами маршрута № 1 от начала Подвальной ул. до Погулянки. Ремонт закончен 19 декабря 2021, и трамваи № 1, 4 и 9 с этой даты следуют по своим прежним маршрутам, указанным в таблице выше. Временно с 29.08 до 15.10.2022 г. из-за ремонта подпорной стенки на развилке маршрутов № 1 и 2 перед НУ «Львовская политехника» вагоны маршрута № 1 следуют от Повальной ул. через ул. Гонты, Торговую пл., Городоцкую ул. до пл. Кропивницкого, а вагоны маршрута № 2 следуют от начала Лычаковской ул. через ул. Франко, парк культуры, ул. Котляревского до пересечения Киевской ул. и далее по маршруту.
1 июня 2023 восстановлен маршрут 7.
|                                                           |  |                                      |  |                                                          |
| Мемориальная доска в память о столетии львовского трамвая |  | Трамвайное депо на Городокской улице |  | Трамвайная остановка между улицами Дорошенко и Коперника |

## Инфраструктура

### Депо
До конца 2011 года во Львове работало два трамвайных депо:
- депо № 1 — по Городокской улице, здесь были приписаны вагоны № 801—883, 1001—1031, 1150—1154, 1156—1159, 1171. Обслуживало маршруты 1, 2, 3, 9, 9А.
- депо № 2 — по Промысловой улице, здесь были приписаны вагоны № 1032—1133, 1155, 1160—1170. Обслуживало маршруты 4, 5, 6, 7.

С октября 2021 года все вагоны переведены в депо № 2 по окончании его реконструкции, в депо № 1 остались лишь ремонтные мастерские.
- депо служебных вагонов — в начале ул. Суворова/Сахарова напротив управления «Львовэлектротранса»— памятник технической архитектуры. Это было первое депо электрического трамвая во Львове. Впоследствии на его базе размещались вагоно-ремонтные мастерские, служба пути. С конца 2019 г. преобразовано в выставочный центр и музей техники[4].

Депо конного трамвая размещалось на современной Городецкой улице, напротив её пересечения с ул. Гоголя (практически не сохранилось).

### Пути и остановки
На 2016 год хозяйство ЛКП «Львовэлектротранс» насчитывает около 80 км двустороннего пути. Около 50 % путей — колеи, положенные на бесшумную основу по улицам: Городокской, Ив. Франко, Б. Хмельницкого, Промысловой, Замарстиновской, Стуса, Ч. Калины, Подвальной, пл. Рынок, Лычаковской, Мечникова, Котляревского, Киевской, аллее к гл. ж-д вокзалу, Коперника и на всём протяжении маршрута № 2. При этом Львов — первый город Украины, где была применена эта технология (на участке по Лычаковской ул. поблизости Винниковского рынка). 15 % путей — полотно, проложенное по стандартам скоростного трамвая, то есть отдельно от проезжей полосы — по маршрутам № 1, 2, 3, 4, 8, частично № 6.
Во Львове нет пересечений трамвайных и железнодорожных путей.
На остановках львовского трамвая ещё перед Первой мировой войной устанавливались крытые павильоны Все эти остановки были оборудованы урнами для использованных билетов. К середине 1970-х годов во Львове существовали остановки-островки посреди проезжей части; они были демонтированы после трамвайной аварии 1972 года. После реконструкции ул. Стуса и Замарстиновской на них появились подобные модернизированные остановки.
в 2005 году во Львове была построена первая на Украине крытая остановка-терминал «Главпочтамт».
На 2016 год трамвайные маршруты во Львове насчитывают около 120 остановок (в одностороннем исчислении), на части из них установлены электронные табло информирования о времени прибытия вагонов маршрутов № 1, 2, 6, 7. Отслеживать нахождение вагонов на маршрутах можно с использованием приложения EASY WAY в смартфоне.

## Подвижной состав

### Пассажирские вагоны
- Tatra Т4SU — 27 моторных вагонов поставок 1972 года (10 вагонов № 801—810), 1973 года (17 вагонов № 811—827) и 1974—1978 годов (56 вагонов № 828—883) — все списаны.
- Tatra КТ4SU — соединённые, моторные вагоны поставок 1976 года (2 вагона № 1001—1002), 1981 года (20 вагонов № 1003—1022), 1982 года (9 вагонов № 1023—1031), 1982—1983 годов (23 вагона № 1032—1054), 1984—1985 годов (34 вагона № 1055—1088), 1988 года (45 вагонов № 1089—1133) и 1990 года (12 вагонов № 1134—1145). Эксплуатируются (январь 2019 г.) 63 вагона: 1004, 1006, 1012, 1014, 1017, 1022, 1024, 1028, 1030, 1031, 1043, 1045, 1047, 1052, 1053, 1054, 1059, 1061, 1065, 1066, 1068, 1071, 1072, 1073, 1074, 1075, 1080, 1088, 1089, 1090, 1091, 1096, 1097, 1098, 1100, 1101, 1103, 1104, 1105, 1107, 1108, 1109, 1110, 1111, 1112, 1118, 1119, 1123, 1124, 1126, 1127. 1128, 1129, 1130, 1140, 1141, 1142, 1143, 1144, 1145, так же как и поставленные из Винницы в 2011 г. 1172, 1173.
- Tatra KT4DM из Берлина после замены тележек на узкоколейные, всего поставлено 30 вагонов. На январь 2024 г. по маршрутам № 3 и № 6 курсируют вагоны 1188—1217.
- Tatra КТ4D — соединённые, 22 моторных вагона поставок 2007 года (11 вагонов № 1150—1155 и 1160—1164) и 2008 года (11 вагонов № 1156—1159 и 1165—1171,1174—1178) из городов Эрфурт и Гера (Германия). Эксплуатируются все по состоянию на декабрь 2023 г.
- Электрон T5L64 (1179) курсирует на маршруте № 2.
- Электрон T3L44 (1180) курсирует на маршрутах № 1 или 2.
- Электрон T3L441 (1181—1187), курсируют преимущественно на маршрутах № 4 или 8.
- Электрон T5L64 (1218—1225), курсируют преимущественно на маршруте № 8.
- 71-623
- № 001 — Gotha T2-62, грузовой
- № 005 — Tatra T-4SU, для посыпания путей песком
- № 006 — Tatra T-4SU, служебный
- № 011 № 021 (прицепной к № 011) — Gotha T2-62, грузовые
- № 015 — прицепной снегоочиститель
- № 020 — прицепная вышка
- №С-001, №С-002, №С-003 — снегоочистители
- Экскурсионные отреставрированные вагоны:
- № 093 выпуска 1911 г.
- № 002 Gotha T-59Е
- № 869 «Татра».

## Оплата проезда
До 31 августа 2017 года разовый проездной билет стоил 2 грн., для льготных категорий граждан — 1 грн.
Стоимость проезда с 1 сентября 2017 года составляла 3 грн., льготного проезда (для учащихся общеобразовательных школ и студентов) — 1,50 грн. С 16 апреля 2018 г. стоимость разового проезда составляла 5 грн, льготный тариф — 2,50 грн. (для студентов и школьников). Штраф за безбилетный проезд 100 грн.
С 16 февраля 2017 года, появилась возможность ездить в трамваях и троллейбусах без бумажных билетов и оплачивать проезд с помощью смартфонов через специальный QR-код, расклеенный в салонах подвижного состава.
С 15 января 2020 г. стоимость разового билета, приобретенного у водителя 7 грн., льготного 3,5 грн. При использовании для оплаты проезда мобильных приложений Приватбанка или EasyWallet стоимость обычного билета 6 грн., льготного 3 грн. Штраф за безбилетный проезд 120 грн.
С 27 мая 2021 г. стоимость разового билета, приобретенного у водителя 10,0 грн., льготного 5,0 грн. При использовании для оплаты проезда мобильных приложений Приватбанка или EasyWallet стоимость обычного билета 8,5 или 9,0 грн., льготного 5,0 грн. Штраф за безбилетный проезд 200 грн.
С 11 декабря 2023 г. в связи с введением второго этапа безналичной системы оплаты проезда с использованием установленных в салонах валидаторов карточками ЛЕО КАРТ стоимость проезда составляет: общий 13 гр., для студентов 6,5 гр. Безналично оплатить проезд через валидатор возможно и банковскими картами, при этом стоимость проезда составляет 15 гр. Приобрести разовый бумажный билет за наличные у водителей можно за 20 гр. Штраф за неоплаченный проезд 300 гр. Телефон для справок «горячей линии» Львовавтодора, эмитента карточек ЛЕО КАРТ: 0 800 30 30 07. Сохраняется возможность использования для оплаты проезда мобильных приложений ПриватБанка в смартфонах, считывающих QR-код, а также системы Easy Wallet. Контроль безналичной оплаты производится специальными устройствами определения факта оплаты при валидации карточек или представлении факта оплаты в конкретном трамвае на экране смартфона.

## Перспективы развития
Согласно проекту Генерального плана Львова до 2025 года, планируется:
- строительство линии в Рясное-1 по Шевченко — продолжения теперешнего маршрута № 7
- строительство линии по улице Миколайчука до улицы Щурата — продолжению действующего маршрута № 6
- строительство линии по улицам Линкольна и Богдана Хмельницкого к рынку «Галицкий Перекрёсток» через Северный автовокзал.
- строительство линии по улицам Лычаковской, Голинского и Тракт Глинянский к Лисиничам и Винникам по трассе бывшего железнодорожного полотна на Перемышляны — продолжение маршрута № 2
- строительство трамвайной линии с Сихова к стадиону «Арена Львів» по проектируемому проспекту Вернадского
- строительство линии № 3 по проектируемому продолжению улицы к стадиону «Арена Львів»

## Львовский трамвай в культуре
В межвоенный период во львовских трамваях бродяжничал Бувай, как его прозвали в народе. Он получил известность и популярность, так как зарабатывал на жизнь исполнением собственной песни, ставшей народной:
В 1970 году во Львове снимались эпизоды фильма «Старики-разбойники», в кадры которого попали и львовские трамваи.
Маршрут № 6 упоминается в песне группы
«Брати Гадюкіни» «Дівчина з Коломиї»:
Дівчина з Коломиї,
Гарна та пишна,
Із трамваю-«шестьорки»
неожиданно вийшла.
Маршрут № 7 упоминается в песне группы «Скрябин» «То є Львів»:
«Сімка» вниз, на Погулянку повертає,
Дзеленькає сердито, бо все часу немає.